# جنة العصابات: القدس
جنة العصابات: القدس (بالإنجليزية: Gangster's Paradise: Jerusalema)‏ هو فيلم جريمة جنوب أفريقي صدر عام 2008، وهُو من تأليف وإخراج رالف زيمان. رُشح الفيلم لتمثيل جنوب أفريقيا في جوائز الأوسكار في صنف أفضل فيلم بلغة أجنبية في حفل توزيع جوائز الأوسكار الحادي والثمانون. ينطبق على الفيلم وصف قنبلة شباك التذاكر كونه حقق إيرادات أقل (400 ألف دولار أمريكي) من ميزانية إنتاجه (2 مليون دولار).

## طاقم التمثيل
- رابولانا سيفيمو في دور لاكي كونين.
- جيفري زيكيل في دور مبوليلو نازارث (الناصرة).
- روبرت هوبز في دور المحقق بلاكي سوارت.
- مزوانديل نجوبيني في دور يونغ بول.
- يوجين وانانغوا خومبانيوا في دور تاجر مخدرات.

## صدور الفيلم
سعى مُنتجو فيلم جنة العصابات: القدس في البداية لتوزيع الفيلم في دور العرض من خلال سلسلة دور السينما الجنوب الأفريقية التي تحمل اسم (بالإنجليزية: Ster-Kinekor)‏، ولكن لأن المُنتجين أرادوا التمسك بحقوق إصدار الفيلم في دي في دي والتلفزيون، قررت الشركة المعنية عدم دعمهم. بدلاً من ذلك، حصل مُنتجو الفيلم على دعم من كل من (بالإنجليزية: Metro FM)‏ و(بالإنجليزية: Gauteng Film Commission)‏، وقد تكلفت الشركتان بعملية الدعاية للفيلم وعرضه الأولي في برلين.  عُرض فيلم «جنة العصابات: القدس» لأول مرة ضمن فعاليات مهرجان برلين السينمائي الدولي في 11 فبراير 2008.

## الإيرادات
أُصدر الفيلم تجاريًا في جنوب أفريقيا يوم 29 أغسطس 2008، وقد لاقى الفيلم استحسان النقاد والجماهير. بلغت الأرباح الإجمالية للفيلم 400,000 دولار أمريكي بعد شهر فقط من صدوره وعرضه في 14 دار سينما.

## الجوائز والترشيحات
رُشح الفيلم سنة 2008 ليكون الترشيح الرسمي لدولة جنوب أفريقيا بخصوص جائزة الأوسكار لأفضل فيلم بلغة أجنبية في إطار حفل توزيع جوائز الأوسكار الحادي والثمانون.  توقع الكثير أن يخلف الفيلم فيلم تسوتسي في الفوز بالجائزة كثاني فيلم جنوب أفريقي يفوز بها، لكنه في الأخير لم يُرشح ضمن القائمة النهائية للجائزة.

## روابط خارجية
- الموقع الرسمي
- جنة العصابات: القدس على موقع IMDb (الإنجليزية)
- جنة العصابات: القدس على موقع ميتاكريتيك (الإنجليزية)
- جنة العصابات: القدس على موقع روتن توميتوز (الإنجليزية)
- جنة العصابات: القدس على موقع نتفليكس (الإنجليزية)
- جنة العصابات: القدس على موقع ألو سيني (الفرنسية)
- جنة العصابات: القدس على موقع Turner Classic Movies (الإنجليزية)
- جنة العصابات: القدس على موقع أول موفي (الإنجليزية)
- جنة العصابات: القدس على موقع بوكس أوفيس موجو (الإنجليزية)
- جنة العصابات: القدس على موقع فيلمافينيتي (الإسبانية)
- جنة العصابات: القدس على موقع قاعدة بيانات الفيلم (الإنجليزية)